# 빈 분지

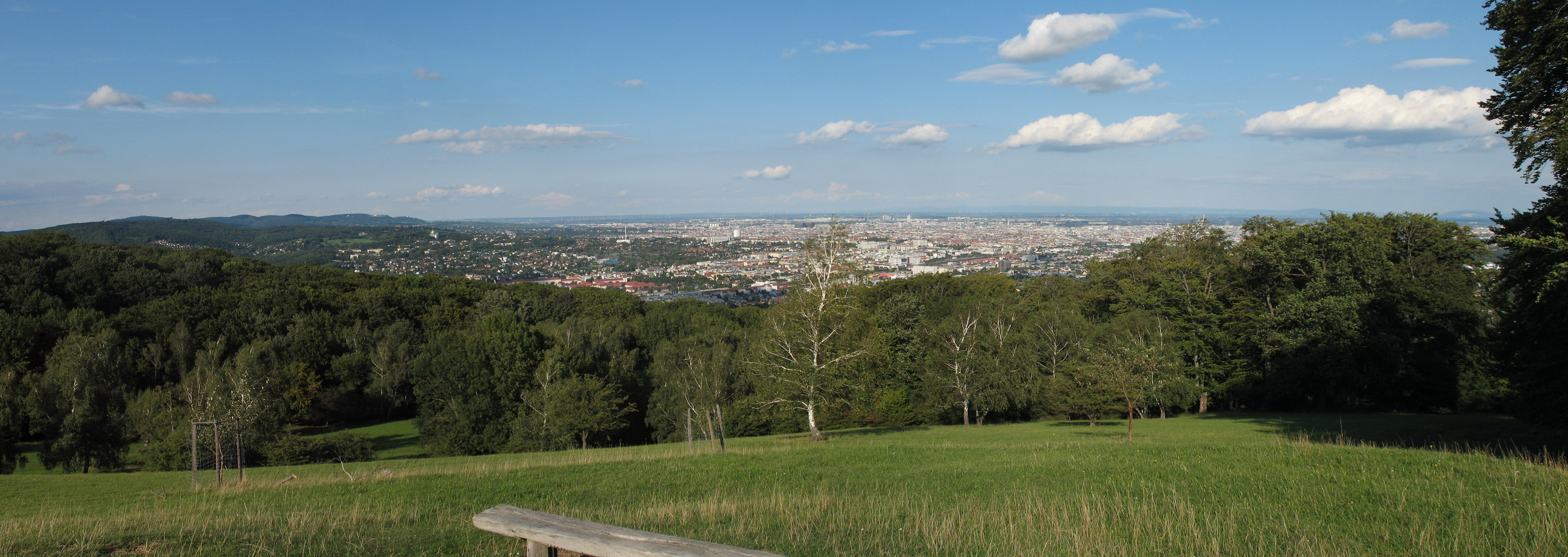
오스트리아 빈에서 본 빈 분지

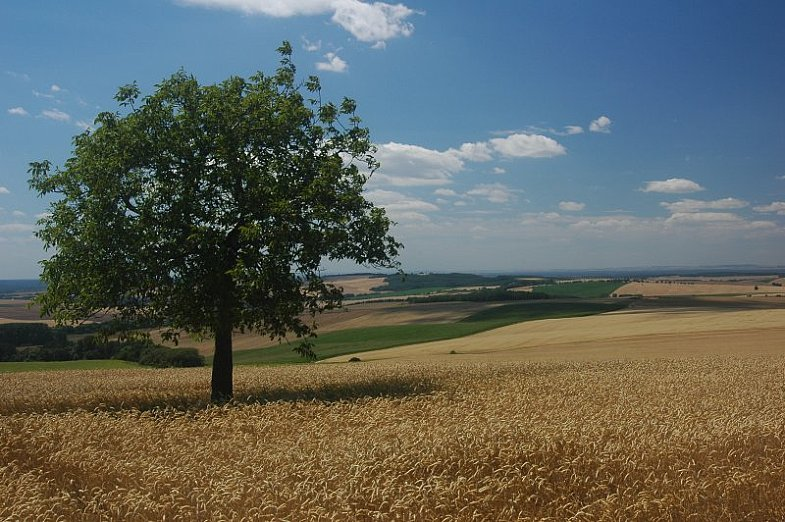
슬로바키아의 흐보이니차(Chvojnica) 언덕

빈 분지(독일어: Wiener Becken, 체코어: Vídeňská pánev, 슬로바키아어: Viedenská kotlina)는 오스트리아, 체코, 슬로바키아 세 나라에 걸쳐 있는 거대한 분지이다. 동알프스산맥과 카르파티아산맥 사이에 위치한다.
빈 분지의 80% 이상은 오스트리아 니더외스터라이히주, 빈에 걸쳐 있으며 나머지 지역은 체코, 슬로바키아에 걸쳐 있다. 표고가 같은 지점은 방추 모양을 띠고 있으며 길이는 50km ~ 200km에 달한다.
빈 분지의 지층은 신제3기에 형성된 퇴적암으로 구성되어 있다. 여러 차례의 지진으로 인한 지각 변동을 통해 지금과 같은 모습이 형성되었다.